# ロック・ユア・ベイビー
「ロック・ユア・ベイビー」（Rock Your Baby）は、ジョージ・マックレーが1974年に発表し世界中で大ヒットした楽曲。1,100万枚売り上げたと言われている。ディスコ音楽の代表作のひとつ。

## 概要
本作品が発表された1974年当時ジョージ・マックレーは29歳で、音楽業界から足を洗い法執行機関を学ぶために大学に入り直そうと考えていた頃だった。60年代から妻のグウェン・マックレーとデュオで音楽活動を行っていたものの、レコードが最初に売れたのは妻のソロ作品であった。
KC&ザ・サンシャイン・バンドのハリー・ウェイン・ケイシーとリチャード・フィンチはグループのために本作品を書いたが、高音が届かなかったため他のアーティストに提供することとなった。ケイシーのキーボード、フィンチのベースとドラムス、ジェローム・スミスのギター、そしてドラムマシンでバッキング・トラックが作られた。録音には45分しかかからなかったという。歌う予定だったのはグウェン・マックレー。しかしグウェンがレコーディングに遅刻したため、たまたまスタジオにいた夫のジョージが歌入れを行った。
発売2か月後の1974年7月13日から7月20日にかけてビルボード・Hot 100の1位を記録した。またソウル・チャートでも1位を記録し、ビルボードの1974年の年間チャート38位を記録した。本国アメリカ以外でチャート1位を記録した国は、イギリス、西ドイツ、イタリア、オランダ、ベルギー、オーストリア、スイス、ノルウェー、スウェーデン、オーストラリア、カナダの11か国に及んだ。
ジョン・レノンは、同年9月に発表したシングル「真夜中を突っ走れ」の曲作りついて、本作品の影響があったことを認めている。またABBAのベニー・アンダーソンとビョルン・ウルヴァースも同様に、「ダンシング・クイーン」のバッキング・トラックが本作品の影響を受けて作られたことをのちに述べている。

## 他アーティストによるカバー
- TOMATOS（1990年）- 7インチEP『ROCK YOUR BABY』にて日本語でカバー[8]